# チャーム (小売業)
株式会社チャームは、群馬県邑楽郡邑楽町に本社を置くアスクル傘下の総合ペットショップおよび通信販売会社。 
コンセプトは「お客様とペットに豊かな暮らしを」。

## 概要
- 取扱品目はアクアリウム生体・用品中心だが、犬・猫・エキゾチックアニマル・昆虫など広くペットジャンルをカバーしている。
- 設立当初は町の小さな水草屋であったが2000年5月より通販に参入。
- 2021年現在、実店舗3店舗が存在する。群馬県館林市に館林店、東京都文京区に小石川店、東京都稲城市によみうりランド店。
- ペットショップではあるが、犬と猫の生体販売は一貫して行っていない。

## 事業内容
- 観賞魚（熱帯魚、海水魚）、水生植物、昆虫、爬虫類、両生類、犬用品、猫用品、小動物用品、日用品、ガーデニング、インテリア·雑貨の店頭販売及び通信販売
- BtoB事業

## 沿革
- 1979年2月 - 有限会社チャーム設立
- 1994年5月 - 株式会社チャームへ社名を変更、ペット用品の店舗販売を開始。
- 2000年5月 - インターネットによる通信販売を開始（本店）
- 2005年8月 - 楽天市場へ出店開始。
- 2006年1月 - Yahoo!ショッピングへ出店開始。
- 2012年4月 - 群馬県邑楽郡邑楽町にチャーム邑楽店をオープン。
- 2015年
  - 3月 - Amazonへ出店開始。
  - 12月 - ポンパレモールへ出店開始。
- 2017年
  - 4月 - Wowma!（現au PAY マーケット）へ出店開始。
  - 7月3日 - 今井努が代表取締役を退任し、吉岡晃が代表取締役に就任。
  - 10月 - LOHACOへ出店開始。
    - 25日 - 今井努が代表取締役に就任。
- 2018年11月 - dショッピングへ出店開始。
- 2017年5月 - アスクル株式会社の完全子会社化。
- 2019年
  - 4月 - 東京都渋谷区にチャーム恵比寿店をオープン。チャーム邑楽店を移転のため営業休止。
  - 5月 - 群馬県館林市にチャーム館林店をオープン。
  - 10月 - PayPayモールへ出店開始。
- 2020年
  - 1月 - 自社サイトをリニューアル。Yahoo!ショッピングへ第2店舗を出店開始。
  - 3月 - よみうりランド内にHANABIYORI shop charmをオープン。
    - 6日 - 吉岡晃が代表取締役を退任。
- 2021年4月 - LOHACOでのマーケットプレイス終了に伴いLOHACOへの出店を取り下げ。